# Le Reculet
Le Reculet es la segunda cumbre más alta de las montañas del Jura. Se encuentra en el departamento de Ain, en Francia. Su altitud es de 1.718 metros. Está situado a pocos kilómetros al sur de la Crêt de la Neige en el territorio de la ciudad de Thoiry.
Una cruz fue erigida en la cima de los habitantes de Thoiry. La cumbre ofrece unas vistas espectaculares de Pays de Gex, Ginebra, el lago de Ginebra, los Alpes, el Mont Blanc, el Matterhorn, y en días claros la Chaîne des Puys.
Le Reculet fue designado a veces como el punto más alto del Jura, hasta la elevación de la Crêt de la Neige fue revisado al alza a 1.720 m en lugar de 1717,6 m.
- Datos: Q1456446
- Multimedia: Le Reculet / Q1456446